# Port Tanakib
Port Tanakib – port morski w Arabii Saudyjskiej nad Zatoką Perską. Port zarządzany jest przez ARAMCO i stanowi bazę dla  statków obsługujących platformy wiertnicze i wydobywcze. Port nie obsługuje statków handlowych. W porcie znajdują się 24 numerowane nabrzeża. Maksymalna amplituda pływów sięga 0,9 metra, minimalna 0,0 metra. W porcie dostępne jest paliwo i woda słodka. W porcie pracują dźwigi samojezdne.